# Comunità Montana Alta Valle Scrivia
Die Comunità Montana Alta Valle Scrivia ist eine Comunità montana in der norditalienischen Region Ligurien. Politisch gehört sie zu der Metropolitanstadt Genua und schließt die Gemeinden Busalla, Casella, Crocefieschi, Davagna, Isola del Cantone, Montoggio, Ronco Scrivia, Savignone, Valbrevenna und Vobbia ein.

## Geographie
Die Verwaltungsgemeinschaft liegt im Herzen des Ligurischen Apennins, im Landesinneren zwischen der Hafenstadt Genua und der Po-Ebene. Ihr Territorium umfasst das Gebiet, das von den imaginären Verlängerungen des Val Polcevera und des Val Bisagno eingegrenzt würde und ist in seiner Morphologie hügelig bis gebirgig. Die Scrivia, die das gleichnamige Tal (das Valle Scrivia) für circa 100 Kilometer entlang einer Nord-Süd-Achse durchfließt, entspringt am Monte Prelà und erhält den Zufluss mehrerer kleiner Bäche, welche in den Seitentälern entlang einer Ost-West-Achse verlaufen. Von gehobener Bedeutung sind die Sturzbäche Pentemina, Brevenna und Vobbia.
Wegen der Existenz zahlreicher Wiesen und Wälder kann das Gelände der Comunità montana als Alm-ähnlich beschrieben werden. Valbrevenna hat eine geringe Bevölkerungsdichte und zeigt den Charakter einer antiken, ländlichen Ortschaft, die im Sommer von Feriengästen bevölkert wird. Im Gegensatz dazu steht Montoggio, das über den Passo della Scoffèra und den Passo di Creto an Genua und das Val Bisagno angebunden ist.

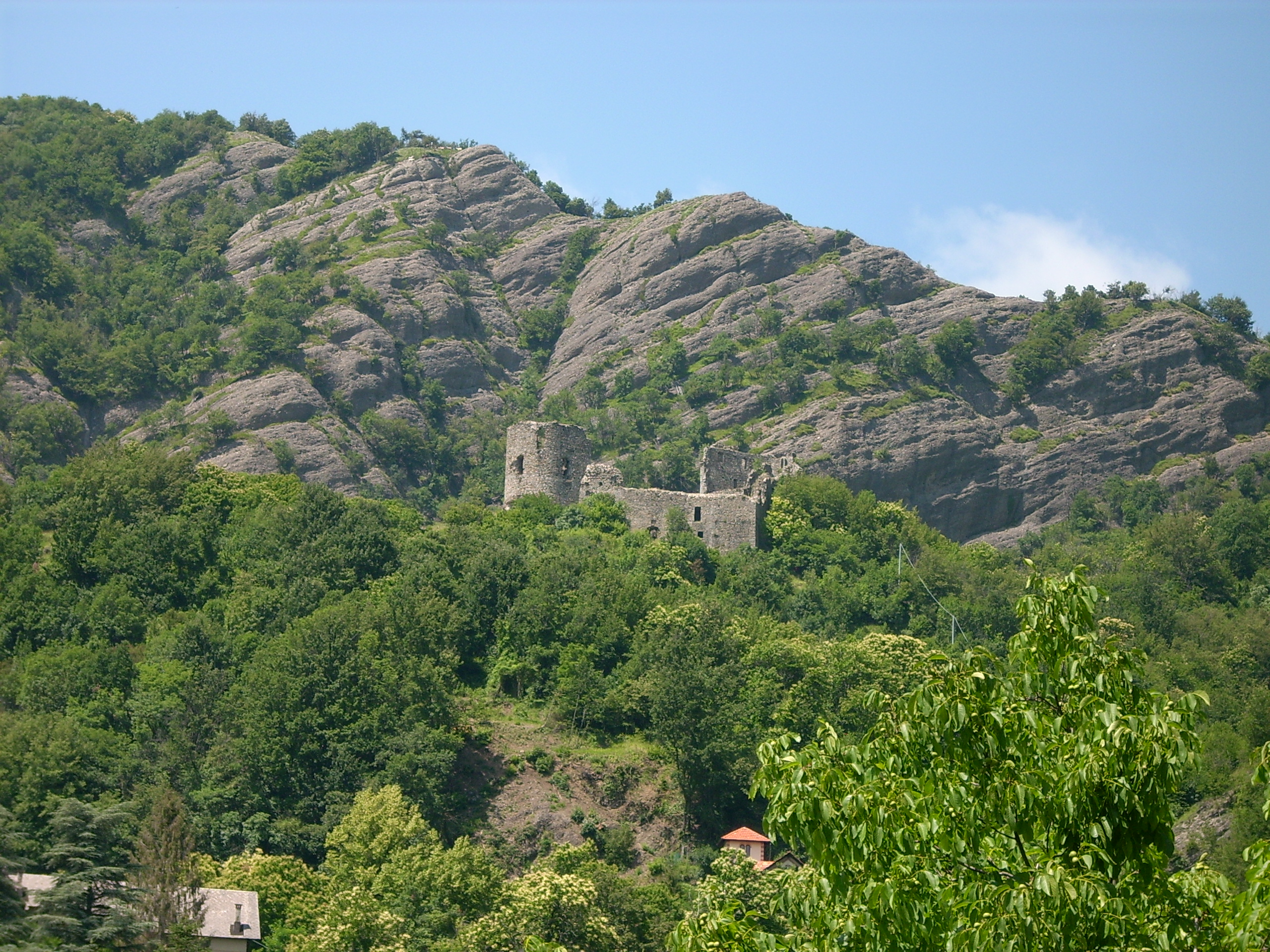
Das Castello dei Fieschi bei Savignone

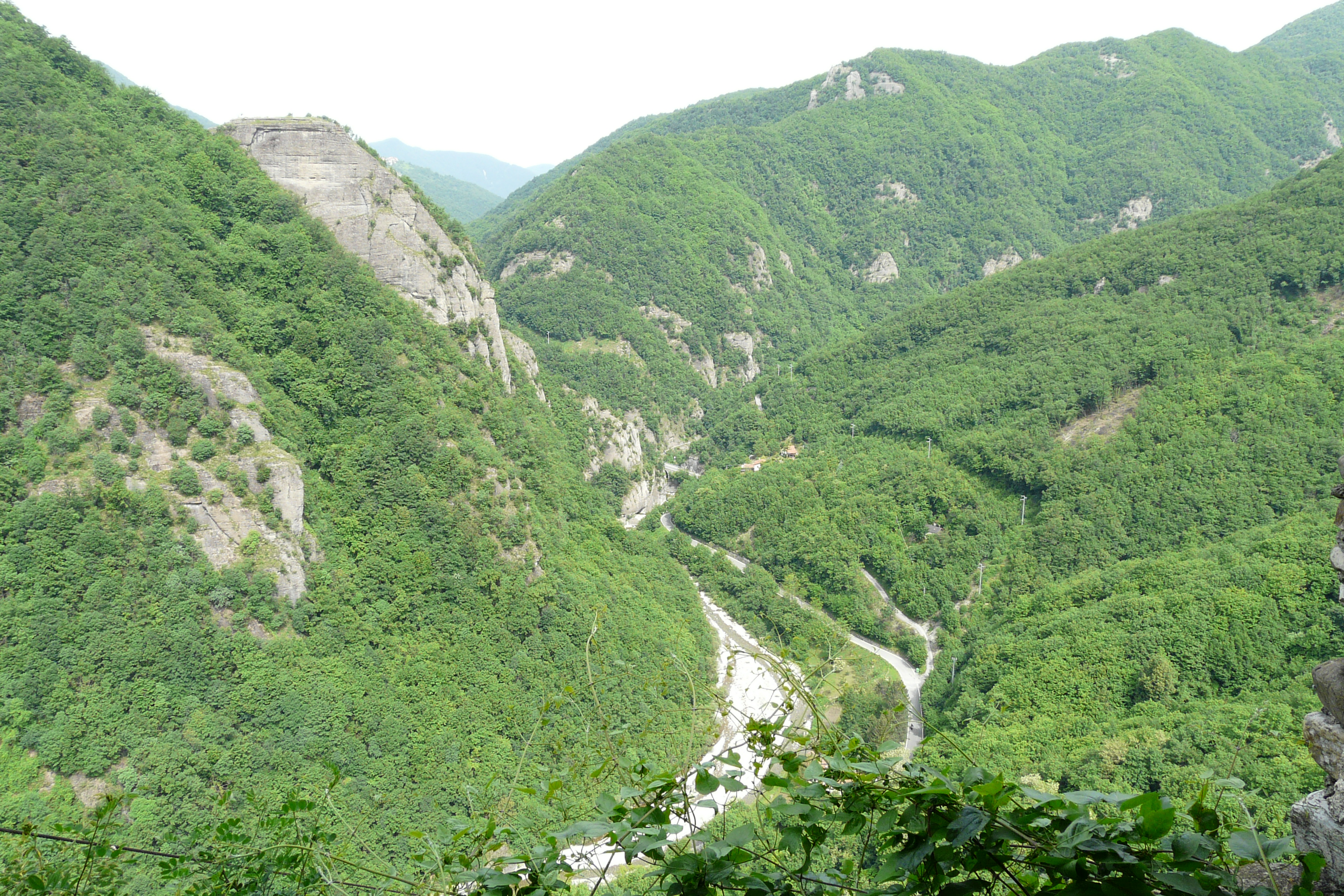
Blick vom Castello della Pietra bei Vobbia

Die Gemeinde von Davagna bleibt von den anderen Gemeinden des Valle Scrivia isoliert, obwohl sie zu dem Verwaltungszusammenschluss dieser gehört. Der mittlere Abschnitt des Tals wird von Casella und Pietrabissara begrenzt und kommuniziert über den Crocetta d’Orero-Pass und den Passo dei Giovi mit dem Val Polcevera. Im selben Abschnitt befinden sich die am stärksten industrialisierten Gemeinden des Scriviatals. Dazu zählen Casella, Savignone, Busalla, Ronco Scrivia und Isola del Cantone, die in den letzten Jahren alle einen bemerkenswerten Wirtschaftswachstum verzeichnen konnten.
Die Gemeinden Crocefieschi und Vobbia liegen außerhalb des inneren Talverlaufs und verfügen über keine nennenswerte Industrie. Die Wirtschaft der beiden Orte basiert hauptsächlich auf der Landwirtschaft.
Der Monte Antola ist mit seinen 1597 Metern der höchste Berg auf dem Territorium der Gemeinschaft. Im Frühling ist er ein beliebtes Ausflugsziel der Genueser. Neben den Mergelkalkwänden des Antola sind die Konglomerate von Savignone die markantesten Felsformationen der Region.

## Geschichte
Zwischen der zweiten Hälfte des 19. und der ersten Hälfte des 20. Jahrhunderts war das Valle Scrivia von einer zunehmenden Industrialisierung geprägt. In diesen Zeitraum fällt beispielsweise der Bau der Verbindungsstraße Strada Regia, der Eisenbahnverbindung und der Autobahn A7. Der Ausbau der Infrastruktur im Tal erlaubte der hiesigen Bevölkerung eine beschleunigte Entwicklung im Gegensatz zu der Bergbevölkerung. Im Zeitraum des Zweiten Weltkrieges begannen sich diese Bergregionen dann zunehmend zu entvölkern. In Ronco Scrivia, Busalla und Isorelle entstanden Fabriken, Gerbereien und Baumwollspinnereien, was zu einer Abwanderung in die Täler führte.
Heute leben im Scriviatal circa 23.000 Menschen, von denen ungefähr 8000 in den fünf Gemeinden Vobbia, Valbrevenna, Montoggio, Savignone und Crocefieschi und 15.000 im Talabschnitt zwischen Casella, Busalla, Ronco Scrivia und Isola del Cantone wohnen.

## Vegetation
Ab einer Höhe von 700 Metern dominieren Kastanienbäume, die von der Bevölkerung zur Kastaniengewinnung gepflanzt wurden. Diese dienten der Landbevölkerung als Grundnahrungsmittel. Über 800 Metern finden sich hingegen vor allem Buchen, deren Holz bis vor wenigen hundert Jahren zur Konstruktion des Arbeitgeräts und insbesondere als Nabe der Mühlräder genutzt wurde.